# Георгиос Папарасхос
Георгиос П. Папарасхос или Папарасху (на гръцки: Γεώργιος Π. Παπαπαράσχος, Παπαπαράσχου) е гръцки юрист, революционер, общественик и политик от Партията на свободомислещите в първата половина на XX век.

## Биография
Роден е в 1880 година. Учи право в Атинския и Истанбулския университет. Активен член е на гръцкия македонски революционен комитет и работи като куриер между атинското правителство и андартите в Македония. За революционна дейност е арестуван и измъчван от османските власти, като едва не умира.
След освобождението на Катерини, от 1916 до 1917 година е кмет (кинотиарх) на Катерини. От 1921 до 1922 година е председател на Общинския съвет на Катерини. През 1922 г. с решение на Общинския съвет е назначен за адвокат на община Катерини заедно с Димитриос Цалопулос.
На изборите в 1926 година е избран за депутат от Катерини-Бер-Негуш от Партията на свободомислещите на Йоанис Метаксас и е представител в Атина от 7 ноември 1926 до 9 юли 1928 година.
От 1939 до 1940 година отново е кмет (демарх) на вече повишената в дем община Катерини.
В последните години от живота си се връща в Катерини, където умира на 2 октомври 1955 година.